# Gilia sinuata
Gilia sinuata là một loài thực vật có hoa trong họ Polemoniaceae. Loài này được Douglas ex Benth. mô tả khoa học đầu tiên năm 1845.